# FA Vase

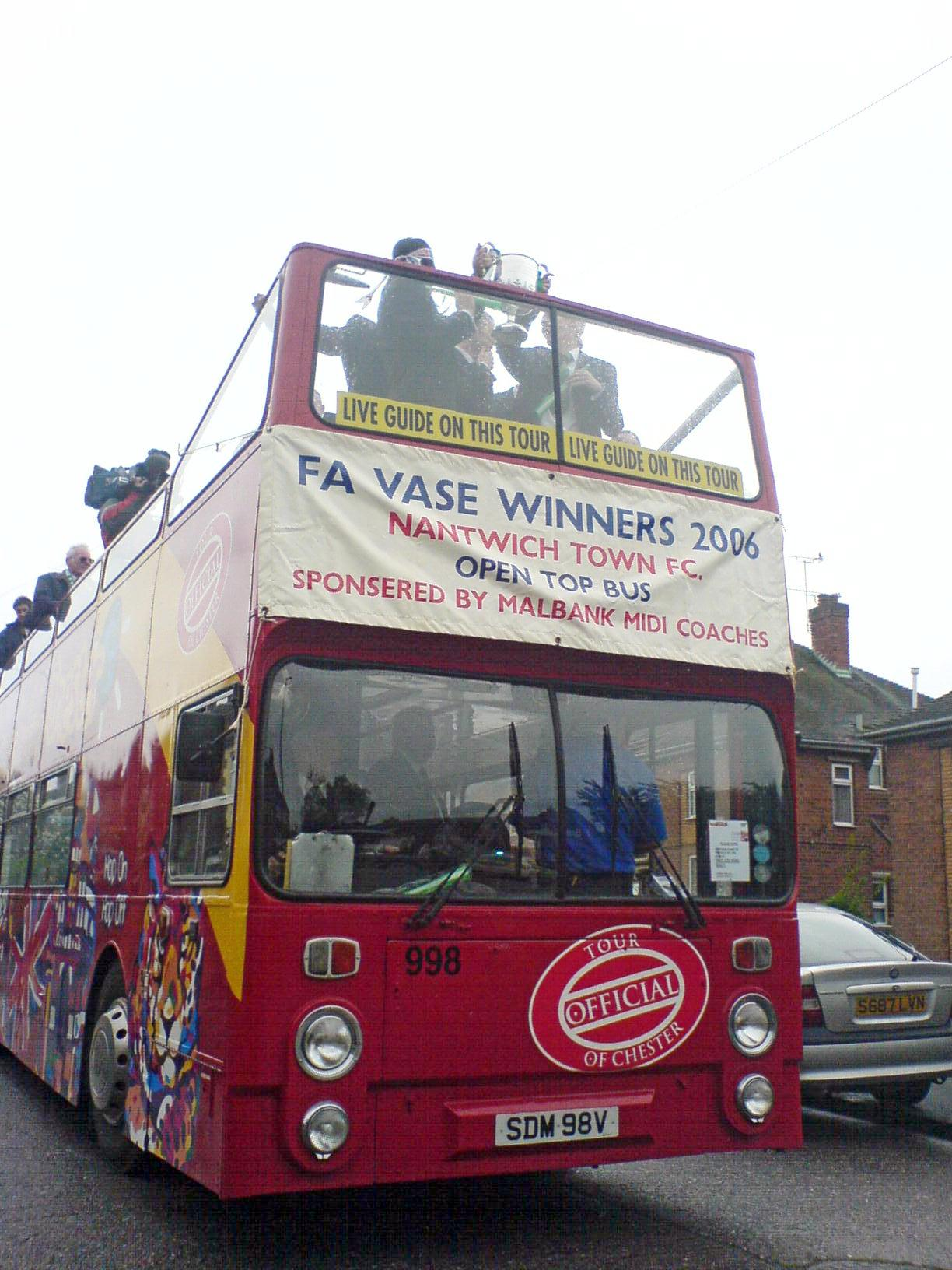
Spelers van Nantwich Town op een bus met de gewonnen FA Vase 2006

De FA Vase is een Engelse bekercompetitie die jaarlijks plaats heeft voor teams uit de lagere regionale leagues.
Tot 1974 waren voetballers ofwel professioneel ofwel amateurs. Professionele spelers werden betaald door hun clubs en buiten de FA Cup mochten clubs van buiten de Football League deelnemen aan de FA Trophy. Amateurs werden niet betaald en hadden een eigen bekercompetitie, de FA Amateur Cup. 
In 1974 schafte de Football Association de Amateur Cup af omdat veel topamateurspelers toch geld kregen, de FA Vase werd geïntroduceerd. Meer dan 200 clubs schreven zich in voor het eerste seizoen en Hoddesdon Town uit de Spartan League mocht zich als eerste winnaar kronen in het Wembley stadion voor 9.000 toeschouwers.
Tegenwoordig is de competitie beperkter en het hoogste niveau in de Engelse voetbalpyramide is het 9de. De vier niveaus erboven doen mee aan de FA Trophy. Slechts vier clubs konden de beker meer dan één keer winnen.

## Finales
| Seizoen | Winnaar              | Runner-up                | Score                        |
| ------- | -------------------- | ------------------------ | ---------------------------- |
| 1974-75 | Hoddesdon Town       | Epsom and Ewell          | 2-1                          |
| 1975-76 | Billericay Town      | Stamford                 | 1-0 (n.v.)                   |
| 1976-77 | Billericay Town      | Sheffield                | 1-1 (n.v.) replay 2-1 (n.v.) |
| 1977-78 | Newcastle Blue Star  | Barton Rovers            | 2-1                          |
| 1978-79 | Billericay Town      | Almondsbury Greenway     | 4-1                          |
| 1979-80 | Stamford             | Guisborough Town         | 2-0 (n.v.)                   |
| 1990-81 | Whickham             | Willenhall Town          | 3-2                          |
| 1981-82 | Forest Green Rovers  | Rainworth Miners Welfare | 3-0                          |
| 1982-83 | VS Rugby             | Halesowen Town           | 1-0                          |
| 1983-84 | Stansted             | Stamford                 | 3-2                          |
| 1984-85 | Halesowen Town       | Fleetwood Town           | 3-1 (n.v.)                   |
| 1985-86 | Halesowen Town       | Southall                 | 3-0                          |
| 1986-87 | St Helens Town       | Warrington Town          | 3-2                          |
| 1987-88 | Colne Dynamoes       | Emley                    | 1-0                          |
| 1988-89 | Tamworth             | Sudbury Town             | 1-1 (n.v.) replay 3-0        |
| 1989-90 | Yeading              | Bridlington Town         | 0-0 (n.v.) replay 1-0        |
| 1990-91 | Guiseley             | Gresley Rovers           | 4-4 (n.v.) replay 3-1        |
| 1991-92 | Wimborne Town        | Guiseley                 | 5-3                          |
| 1992-93 | Bridlington Town     | Tiverton Town            | 1-0                          |
| 1993-94 | Diss Town            | Taunton Town             | 2-1 (n.v.)                   |
| 1994-95 | Arlesey Town         | Oxford City              | 2-1                          |
| 1995-96 | Brigg Town           | Clitheroe                | 3-0                          |
| 1996-97 | Whitby Town          | North Ferriby United     | 3-0                          |
| 1997-98 | Tiverton Town        | Tow Law Town             | 1-0                          |
| 1998-99 | Tiverton Town        | Bedlington Terriers      | 1-0                          |
| 1999-00 | Deal Town            | Chippenham Town          | 1-0                          |
| 2000-01 | Taunton Town         | Berkhamsted Town         | 2-1                          |
| 2001-02 | Whitley Bay          | Tiptree United           | 1-0 (n.v.)                   |
| 2002-03 | Brigg Town           | AFC Sudbury              | 2-1                          |
| 2003-04 | Winchester City      | AFC Sudbury              | 2-0                          |
| 2004-05 | Didcot Town          | AFC Sudbury              | 3-2                          |
| 2005-06 | Nantwich Town        | Hillingdon Borough       | 3-1                          |
| 2006-07 | Truro City           | AFC Totton               | 3-1                          |
| 2007-08 | Kirkham & Wesham     | Lowestoft Town           | 2-1                          |
| 2008-09 | Whitley Bay          | Glossop North End        | 2-0                          |
| 2009-10 | Whitley Bay          | Wroxham                  | 6-1                          |
| 2010-11 | Whitley Bay          | Coalville Town           | 3-2                          |
| 2011-12 | Dunston UTS          | West Auckland Town       | 2-0                          |
| 2012-13 | Spennymoor Town      | Tunbridge Wells          | 2-1                          |
| 2013-14 | Sholing              | West Auckland Town       | 1-0                          |
| 2014-15 | North Shields        | Glossop North End        | 2-1 (n.v.)                   |
| 2015-16 | Morpeth Town         | Hereford                 | 4-1                          |
| 2016-17 | South Shields        | Cleethorpes Town         | 4-0                          |
| 2017-18 | Thatcham Town        | Stockton Town            | 1-0                          |
| 2018-19 | Chertsey Town        | Cray Valley Paper Mills  | 3-1 (n.v.)                   |
| 2019-20 | Hebburn Town         | Consett                  | 3-2                          |
| 2020-21 | Warrington Rylands   | Binfield                 | 3-2                          |
| 2021-22 | Newport Pagnell Town | Littlehampton Town       | 3-0                          |
| 2022-23 | Ascot United         | Newport Pagnell Town     | 1-0                          |
| 2023-24 | Romford              | Great Wakering Rovers    | 3-0                          |

National League ·
National League North ·
National League South · 
FA Trophy